# El Señor de los Anillos: la Comunidad del Anillo
El Señor de los Anillos: la Comunidad del Anillo —cuyo título original en inglés es The Lord of the Rings: The Fellowship of the Ring—, conocida también de forma más abreviada como La Comunidad del Anillo, es una película de aventuras y fantasía de 2001 dirigida por Peter Jackson y basada en el primer volumen de El señor de los Anillos, de J. R. R. Tolkien (1954-55). Es la primera entrega de la trilogía cinematográfica de El Señor de los Anillos, compuesta también por Las dos torres y El retorno del Rey, que a su vez adaptan los otros dos volúmenes de la saga literaria de fantasía.
Ambientada en la Tierra Media, cuenta la historia del Señor Oscuro Sauron, que está buscando el Anillo Único, el cual ha acabado en poder del hobbit Frodo Bolsón (Elijah Wood). El destino de la Tierra Media está en juego mientras Frodo y ocho compañeros que forman la Compañía del Anillo comienzan un largo y peligroso viaje hacia el Monte del Destino en la tierra de Mordor, que es el único lugar en el que el anillo puede ser destruido. 
La Comunidad del Anillo fue nominada a trece premios Óscar en su 74.ª edición en 2002, entre estos mejor película, mejor director y mejor actor de reparto (Ian McKellen), y ganó los de mejor fotografía, mejor maquillaje, mejor banda sonora y mejores efectos visuales. Asimismo, fue galardonada con cuatro premios BAFTA del cine británico, incluidos mejor película y mejor director. En el año 2007 la película fue incluida por votación popular en el puesto 50 de la lista de las 100 mejores películas estadounidenses de la historia elaborada por el American Film Institute, además de ser incluida como la segunda mejor en el género fantástico. En el listado de las 500 mejores películas que recopiló en 2008 la revista Empire, La Comunidad del Anillo fue incluida en el número 24.
En 2021, la película fue seleccionada para su conservación en el Registro Nacional de Cine de los Estados Unidos por la Biblioteca del Congreso por ser "cultural, histórica o estéticamente significativa".

## Argumento
Todo comienza en la Tierra Media, un continente lejano e increíble, en donde los distintos reinos conviven en paz y armonía, durante la llamada Segunda Edad del Sol. En esa época, los señores de los Elfos, los Enanos y los Hombres reciben Anillos de Poder. Sin saberlo, el Señor Oscuro Sauron forja El Anillo Único, un objeto muy poderoso, en la tierra de Mordor, específicamente en el Monte del Destino, infundiendo en él una gran parte de su poder para dominar, a través de él y a distancia, los otros Anillos, para que pueda conquistar la Tierra Media. Un gran ejército de hombres liderados por el Rey Elendil de Gondor forma una alianza final con un ejército de elfos liderados por el Alto Rey Gil-Galad de Noldor para luchar contra las fuerzas de Sauron en Mordor, y así terminar con su reinado del terror. Después de una sanguinaria contienda donde Elendil y Gil-Galad pierden la vida, el Príncipe Isildur, hijo de Elendil y sucesor al trono de Gondor, corta el dedo de Sauron con la fragmentada espada de su padre, Narsil, y El Anillo con él, destruyendo así su forma física. Con la primera derrota de Sauron, comienza la Tercera Edad del Sol de la Tierra Media.  
Desafortunadamente, la influencia que desprende El Anillo corrompe a Isildur, tanto que en lugar de destruirlo, por petición de Lord Elrond, el último Alto Rey de Noldor, el príncipe lo toma para sí mismo, con el fin de utilizarlo para gobernar como nuevo rey. A dos años de la victoria sobre Sauron, Isildur es asesinado en los Campos Gladios, durante una emboscada tendida por los Orcos, y El Anillo se pierde por 2500 años en las corrientes del río, donde lo encuentra la criatura Gollum, quien lo posee por cinco siglos. Un día, El Anillo abandona a Gollum en lo profundo de las cavernas y se dispone a buscar un nuevo portador, hasta que es encontrado por la criatura más absurda e impensable de toda la Tierra Media: un Hobbit llamado Bilbo Bolsón, quien se lo lleva en su viaje durante sus más increíbles aventuras. Después de un tiempo, Bilbo vuelve a su hogar en la Comarca, donde El Anillo permanece tranquilo, hasta sentir el llamado de Sauron nuevamente. 
Sesenta años más tarde, Bilbo se prepara para celebrar su cumpleaños número 111 con una gran fiesta en la Comarca, reuniéndose con su viejo amigo, el Mago Gandalf el Gris. Bilbo revela que tiene la intención de dejar la Comarca para una última aventura, y deja su herencia, incluido El Anillo, a su sobrino, Frodo. Aunque Bilbo ha comenzado a corromperse por El Anillo e intenta guardarlo para sí mismo, Gandalf interviene para que el hobbit por fin decida dejar El Anillo fuera de su presencia. Gandalf, sospechoso del poder que posee El Anillo, le dice a Frodo que lo mantenga en secreto y a salvo. El hechicero se dispone a investigar a profundidad El Anillo, descubre su verdadera identidad y vuelve a avisar a Frodo. Gandalf también se entera de que Gollum fue capturado y torturado por los orcos y que Gollum pronunció dos palabras durante su tortura: "Comarca" y "Bolsón". Gandalf instruye a Frodo para que abandone la Comarca, acompañado por su jardinero y amigo Samsagaz Gamyi. 
Gandalf viaja a Isengard y se reúne con su amigo y camarada hechicero Saruman el Sabio, para tratar con el terrible desastre que se aproxima; pero Gandalf descubre que Saruman ha traicionado a la razón y se ha unido a Sauron, quien ha enviado a los nueve Nazgûl, caballeros espectrales de armadura negra montados en caballos del infierno, para encontrar a Frodo. Después de una breve batalla, Saruman vence y encarcela a Gandalf para impedir que intente interferir. Frodo y Samsagaz, también mejor conocido en sus cercanos como «Sam», se unen a los dos hobbits más traviesos de la Comarca, Meriadoc Brandigamo, más conocido como «Merry», y Peregrin Tuk, alias «Pippin», y evaden a los Nazgûl, llegando todos juntos a Bree, precisamente a la posada El Póney Pisador, donde están destinados a encontrarse con Gandalf. Sin embargo, Gandalf nunca llega, y en su lugar son ayudados por un gran amigo de Gandalf, un extraño Montaraz de dudosa procedencia de quien nadie conoce su verdadero nombre y más bien le conocen por el apodo de «Trancos», que los acompaña a Rivendel.
Los hobbits sufren una emboscada de los Nazgûl en la Cima de los Vientos, cuyo líder, el Rey Brujo, apuñala a Frodo con una espada maldita. Para evitar que los hobbits sean atacados, Trancos se lleva a un Frodo ya malherido a un lugar seguro, aunque sabe que los Nazgûl los persiguen para recuperar El Anillo. Una dama elfo llamada Arwen acude a la ayuda de Trancos y Frodo, los rescata e incapacita a los Nazgûl. Ella lleva al hobbit hacia Rivendel para curarlo. Allí Frodo se encuentra con Gandalf, quien escapó de Isengard con la ayuda de Gwaihir, un águila gigante, y con Bilbo, que se fue a Rivendel como parte de su última aventura. Elrond, quien resulta ser el padre de Arwen y además el gobernante de Rivendel, convoca un consejo donde, después de una conversación importante, se decide destruir El Anillo en el Monte del Destino. Mientras los participantes discuten, Frodo se ofrece como voluntario para llevar El Anillo, acompañado por Gandalf, Sam, Merry, Pippin, el Príncipe Elfo Legolas del Bosque Negro, el Enano Guerrero Gimli de la Montaña Solitaria, el Capitán Boromir de la Torre Blanca y el mismísimo Trancos, quien se revela como el Príncipe Aragorn, el heredero de Isildur y el legítimo futuro Rey de Gondor; todos ellos forman un equipo conocido como la «Comunidad del Anillo». Bilbo, que sufre por pesada carga de la enorme responsabilidad que ha asumido su sobrino por sus acciones, le da a Frodo su equipamiento del hobbit aventurero, el cual consta de su Cota de Malla de Mithril y su Espada, Dardo. La Comunidad del Anillo comienza, pero la magia maligna de Saruman los obliga a viajar a través de las Minas de Moria, para gran disgusto de Gandalf.
Tras descubrir que los enanos de Moria han sido asesinados, la Comunidad sufre el ataque de los orcos y un Troll de las cavernas. Logran derrotarlos, pero se enfrentan al Daño de Durin, un Balrog que reside dentro de las minas. Gandalf lo hace caer a un vasto abismo, pero el Balrog arrastra a Gandalf a la oscuridad con él. El resto de la Comunidad, ahora dirigida por Aragorn, llega a Lothlórien, hogar de los elfos Galadriel y Celeborn. Galadriel le informa a Frodo en privado que solo él puede completar la búsqueda y que uno de sus amigos intentará tomar El Anillo. Mientras tanto, Saruman crea un poderoso ejército de Uruk-hai para rastrear y matar a la Comunidad.
La Comunidad abandona Lothlórien por el río a Parth Galen. Frodo se aleja y Boromir intenta quitarle El Anillo con desesperación, queriendo usarlo para derrotar al enemigo y proteger la Tierra Media, pero luego, aunque decepcionado de sí mismo, logra recuperarse y volver a ser aliado del hobbit. Temiendo que el anillo corrompa así sus demás amigos, Frodo decide viajar solo a Mordor y casi en simultáneo la Comunidad es emboscada por los Uruk-hai. Merry y Pippin son llevados cautivos, y Boromir, luego de actos heroicos, es herido de muerte por el jefe de los Uruk, Lurtz. Aragorn llega y mata a Lurtz, y observa a Boromir redimido morir en paz. Sam sigue a Frodo y lo acompaña para continuar con su promesa a Gandalf de proteger a Frodo, mientras que Aragorn, Legolas y Gimli van a rescatar a Merry y Pippin.

## Reparto

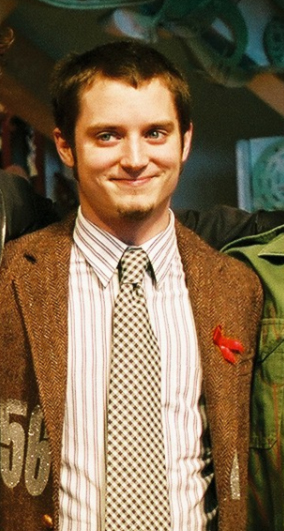
Elijah Wood interpreta a Frodo Bolsón.

- Elijah Wood como el hobbit Frodo Bolsón.
- Liv Tyler como la peredhil Arwen Undómiel.
- Ian McKellen como el mago Gandalf el Gris.
- Cate Blanchett como la elfa noldor Galadriel.
- Viggo Mortensen como el dúnadan Aragorn.
- Sean Astin como el hobbit Samsagaz Gamyi.
- John Rhys-Davies como el enano Gimli.
- Billy Boyd como el hobbit Peregrin "Pippin" Tuk.
- Dominic Monaghan como el hobbit Meriadoc "Merry" Brandigamo.
- Orlando Bloom como el elfo sinda Legolas.
- Christopher Lee como el mago Saruman el Blanco.
- Hugo Weaving como el elfo peredhil Elrond.
- Sean Bean como el hombre Boromir.
- Ian Holm como el hobbit Bilbo Bolsón.
- Andy Serkis como Gollum.
- Marton Csokas como el elfo sinda Celeborn.
- Craig Parker como el elfo silvano Haldir.

## Producción

### Diseño
El diseño de producción comenzó mientras Peter Jackson, Fran Walsh y Philippa Boyens se encargaban de escribir el guion, ya que no era necesario esperar a que este estuviera terminado gracias a las descripciones ofrecidas por la novela. Desde un principio Jackson dejó claro al equipo de diseñadores de Weta Workshop que no quería "cine fantástico estilo Hollywood", sino autenticidad. El trabajo que los artistas Alan Lee y John Howe habían realizado durante años ilustrando las obras de J. R. R. Tolkien fue el que más le gustó a Jackson, tanto que mientras escribía el guion tenía colgados sus dibujos en la pared para que le sirvieran de inspiración. Ambos aceptaron la oferta del director para participar en la trilogía como artistas conceptuales y se unieron a los trabajadores de Weta en su estudio de Nueva Zelanda.
Procuraron darle un diseño distintivo a cada raza que aparece en la novela, tanto en su vestimenta como en su armamento o arquitectura, estableciendo diseños simbólicos. Además trataron de insinuar "una noción de historia del arte" porque, dentro de la ficción, la Tierra Media había sido construida en gran parte por los númenóreanos, una raza de hombres casi extinguida en la época en la que transcurre la película, y aún quedaban vestigios de ella.

### Efectos visuales
Weta Digital, empresa creada por Peter Jackson con base en Wellington (Nueva Zelanda) fue la encargada de añadir los efectos visuales. La mayor parte de las tomas ambientales de la trilogía tiene algún tipo de manipulación digital.
El troll de las cavernas que aparece en Moria fue la primera criatura que esculpió el diseñador Richard Taylor y la primera en ser escaneada para su creación digital. Tras construir su esqueleto y sus músculos por ordenador, los diseñadores de Weta Digital incorporaron la piel escaneada y realizaron una animación de prueba con varios movimientos del troll y una pelota con el fin de mostrar los resultados a New Line. Para planificar la escena donde el troll ataca a la Compañía del Anillo en la tumba de Balin, los diseñadores construyeron digitalmente una copia exacta del plató donde se iba a rodar y le incorporaron a los nueve personajes y al troll, todos ellos con movimientos capturados. Usando esta misma técnica, los diseñadores incorporaron unos electrodos a un tronco para que simulara una cámara y Peter Jackson, usando unas gafas de realidad virtual para ver el plató digital que había sido realizado por ordenador, filmó la escena que le serviría de guía para el rodaje como si el troll estuviera en un plató real.
Steven Regelous, uno de los trabajadores de Weta, diseñó el software MASSIVE para facilitar la materialización por pantalla de las grandes huestes militares que aparecen en el prólogo de La Comunidad del Anillo; capaz de crear miles de individuos por ordenador, el software les otorga además una inteligencia artificial que permite añadirles conductas individuales y dotarles de movimiento.

### Banda sonora
La banda sonora original de La Comunidad del Anillo fue lanzada el 20 de noviembre de 2001. Al contrario que los posteriores álbumes de un solo disco, su canción inicial no contiene el motivo de la "Historia del Anillo". Los creadores pretendían grabar una secuencia de prólogo más corta (acompañada con el tema "The Prophecy"), pero la idea fue desechada finalmente en favor de una escena más detallada y atractiva. La carátula frontal de este disco estaba disponible en varios diseños.
| Lista de canciones | |          |  |
| N.º                | Título | Duración |  |
| 1.                 | «The Prophecy»                                                                                                   | 3:55     |  |
| 2.                 | «Concerning Hobbits»                                                                                             | 2:55     |  |
| 3.                 | «The Shadow of the Past»                                                                                         | 3:32     |  |
| 4.                 | «The Treason of Isengard»                                                                                        | 4:00     |  |
| 5.                 | «The Black Rider»                                                                                                | 2:48     |  |
| 6.                 | «At the Sign of the Prancing Pony»                                                                               | 3:14     |  |
| 7.                 | «A Knife in the Dark»                                                                                            | 3:34     |  |
| 8.                 | «Flight to the Ford»                                                                                             | 4:14     |  |
| 9.                 | «Many Meetings»                                                                                                  | 3:05     |  |
| 10.                | «The Council of Elrond» (incluye "Aníron", compuesta e interpretada por Enya)                                    | 3:49     |  |
| 11.                | «The Ring Goes South»                                                                                            | 2:03     |  |
| 12.                | «A Journey in the Dark»                                                                                          | 4:20     |  |
| 13.                | «The Bridge of Khazad-dûm»                                                                                       | 5:57     |  |
| 14.                | «Lothlórien» | 4:33     |  |
| 15.                | «The Great River»                                                                                                | 2:42     |  |
| 16.                | «Amon Hen» | 5:02     |  |
| 17.                | «The Breaking of the Fellowship» (incluye "In Dreams", compuesta por Howard Shore, interpretada por Edward Ross) | 7:20     |  |
| 18.                | «May It Be» (compuesta e interpretada por Enya)                                                                  | 4:19     |  |

## Recepción
La película se estrenó el 19 de diciembre de 2001 y recibió alabanzas generales tanto de los críticos de cine como del público, que enseguida la consideraron un hito de la cinematografía en general y del género fantástico en particular. Desde entonces suele incluirse en los listados de las mejores películas de fantasía de la historia del cine. La película fue un éxito de recaudación con 871 millones de dólares de ganancias a nivel mundial, con lo que se convirtió en la segunda película más taquillera de ese año, solo por detrás de Harry Potter y la piedra filosofal.

### Crítica
La Comunidad del Anillo recibió la aclamación universal de la crítica y fue una de las mejores películas de 2001 bien revisados, recibe críticas positivas de 92% en Rotten Tomatoes. Roger Ebert dio a la película tres de cada cuatro estrellas y escribió: "Peter Jackson ... ha hecho un trabajo para, y de, nuestro tiempo. Se abrazaron, me imagino, por muchos fans de Tolkien y asumen los aspectos de un culto. Se trata de un candidato a muchos Oscar. Es una producción impresionante en su audacia y amplitud, y hay pocos pequeños detalles que no sean los adecuados". FilmAffinity le da un 8,0 sobre 10, basándose en más de 163.000 votos.

## Versión extendida
Seis meses después del estreno de El retorno del rey, en algunas salas de varios cines de Norteamérica y otros países, se proyectaron unas versiones extendidas de la trilogía con escenas inéditas y con escenas extendidas; estas versiones son más fieles a los libros de Tolkien que las versiones normales de cine. 
Posteriormente New Line Cinema lanzó al mercado las tres películas extendidas en DVD, en lo que se llamaron "Edición de Platino", que consiste en setpacks de 4 discos por película, 2 DVD de película y 2 DVD de material extra y detrás de cámaras; posteriormente se lanzó al mercado la Edición de 2 discos, los cuales solo incluyen los 2 discos de película, sin incluir material extra.

## Galardones

### 74.ª edición de los Premios Óscar
| Categoría                 | Persona (s)                                                                  | Resultado |
| ------------------------- | ---------------------------------------------------------------------------- | --------- |
| Mejor película            | Peter Jackson, Barrie M. Osborne y Fran Walsh                                | Nominado  |
| Mejor director            | Peter Jackson                                                                | Nominado  |
| Mejor guion adaptado      | Fran Walsh, Philippa Boyens y Peter Jackson                                  | Nominado  |
| Mejor actor de reparto    | Ian McKellen                                                                 | Nominado  |
| Mejor dirección artística | Dirección artística: Grant Major; Diseño de decorados: Dan Hennah y Alan Lee | Nominado  |
| Mejor sonido              | Christopher Boyes, Michael Semanick, Gethin Creagh y Hammond Peek            | Nominado  |
| Mejor canción original    | «May It Be», Música y Letra por Enya, Nicky Ryan y Roma Ryan.                | Nominado  |
| Mejor vestuario           | Ngila Dickson y Richard Taylor.                                              | Nominado  |
| Mejor montaje             | John Gilbert.                                                                | Nominado  |
| Mejor maquillaje          | Richard Taylor y Peter Owen                                                  | Ganadores |
| Mejor banda sonora        | Howard Shore                                                                 | Ganador   |
| Mejor fotografía          | Andrew Lesnie.                                                               | Ganador   |
| Mejores efectos visuales  | Jim Rygiel, Richard Taylor, Randall William Cook y Mark Stetson              | Ganadores |

La película también obtuvo el logro de ser la segunda con mayor recaudación de ingresos durante el 2001 con un total de $870,761,744.